# Charles Guiraist
Charles Guiraist, detto Charly (fl. XX secolo), è stato un velista francese.
Partecipò ai giochi della II Olimpiade di Parigi nel 1900 a bordo di Gitana, con cui vinse una medaglia d'argento nella gara olimpica della classe da tre a dieci tonnellate.
Prese parte anche alla gara di classe aperta ma non la completò.

## Palmarès
| Anno | Manifestazione | Sede   | Evento          | Risultato |
| ---- | -------------- | ------ | --------------- | --------- |
| 1900 | Olimpiadi      | Parigi | Classe 3-10 ton | Argento   |